# عبدالرزاق رهبر بخاری
عبدالرزاق رهبر بخاری روحانی، امام جماعت منطقه ترکمن صحرا، ترکمن‌های ایران و رئیس تجمع علمای اهل سنت در ایران می‌باشد. وی برخلاف عبدالحمید اسماعیل‌زهی امام جماعت زاهدان، وضعیت اهل تسنن در ایران را مطلوب ارزیابی می‌کند.